# دوايت هووكر
دوايت هووكر (بالإنجليزية: Dwight Hooker)‏ هو مهندس معماري ومصور أمريكي، ولد في 22 يونيو 1928 في ألباني في الولايات المتحدة، وتوفي في 3 يناير 2015 في ميشيغان في الولايات المتحدة.

## وصلات خارجية
- دوايت هووكر على موقع IMDb (الإنجليزية)